# Alexandru Hâjdeu
Alexandru Napoleon Hasdeu (Hâjdău) (n. 30 noiembrie 1811, Miziurînți, Șumsk, azi Ucraina – d. 9 noiembrie 1872, Cristinești, Hotin, azi Ucraina), din familia Hâjdău, a fost un scriitor român din Basarabia, tatăl lui Bogdan Petriceicu Hasdeu.

## Studii
Provenea din familia Hâjdău și avea origini poloneze, românești și evreiești. Tatăl lui Alexandru, Tadeu, se trăgea dintr-o familie nobilă moldo-polonă, iar mama sa, Valeria, evreică, era casnică, fiind cea care s-a ocupat de creșterea lui Alexandru și a fratelui său, Boleslav.
A studiat la Seminarul Teologic din Chișinău apoi la facultatea de drept a Universității din Harkov. În 1830, în revista moscovită "Vestnik Evropî" sunt publicate primele scrieri filosofice ale lui Alexandru Hâjdău - Despre calitatea Poeziei Divine și Despre scopul filosofiei. În 1836 se căsătorește cu Elisaveta Dauksz și tot atunci e ales efor al școlilor din județul Hotin. În 1838 se naște fiul său Bogdan Petriceicu Hasdeu. La 24 iunie 1840 rostește un renumit discurs în fața absolvenților și personalului pedagogic de la școala județeană din Hotin - Suvenire de cele trecute, idée de cele de față și arătare de cele viitoare ale Moldaviei, tradus imediat în română de Constantin Stamati. În 1842 este "obligat" să părăseasca postul de efor al școlilor din ținutul Hotin și se angajează învățător de limba franceză și matematică la gimnaziul de băieți din Vinița. Tot atunci scrie studiul Problema timpului nostru, care va fi tradus și publicat la București abia în 1938. În 1860 în "Foița de istorie și literatură" apare lucrarea sa Notiță asupra operei lui Kantemir Voievod. În 1866 este ales membru fondator al Societății Filologice Române.

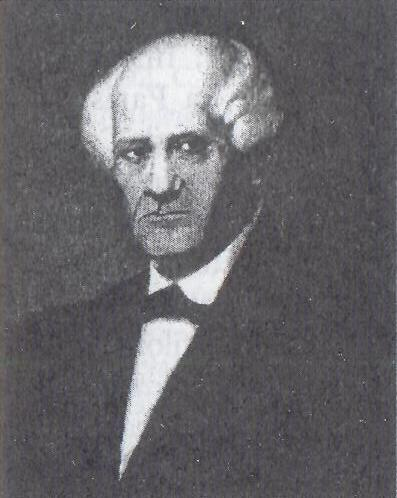

## Copilăria
Informații amănunțite privind copilăria și mediul familial al lui Alexandru sunt precare. Sigur este, în schimb, că Alexandru a dobândit în familie cunoștințe în ce privește limbiile străine, argumente sigure ar fi instruirea deosebită pe care o avea tatăl său ca jurist și poet la universitățile din Cracovia, Tadeu Hâjdeu fiind de profesie avocat. Primind în familie o educație aleasă, lui Alexandru a absolvit cu ușurință cursurile preuniversitare. Astfel, el a manifestat încă din copilărie un grad de erudiție precoce, erudiție pe care, ajuns la vârsta maturității nu a cultivat-o cu aceeași determinare. Alexandru Hâjdeu a reprezentat, de fapt, o verigă intermediară între Tadeu Hâjdeu și eruditul Bogdan Petriceicu Hasdeu.

## Educația

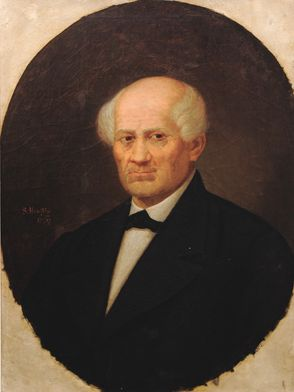
Portret Al. Hâjdeu (1879) - de Sava Henția

O serie de biografi ai lui Alexandru Hâjdeu, printre care se numără și fiul său Bogdan, au afirmat că după ce acesta a absolvit cursurile gimnaziale din Chișinău, ar fi urmat patru facultăți din Harkov, Lemberg (Liov), Heidelberg și München. La acestea a avut posibilitatea și în același timp oportunitatea de a audia prelegeri ale unor savanți de renume cum au fost Ast, Philips, Joseph Görres și Friedrich Wilhelm Schelling. După cum reise din corespondența și activitatea sa publicistică, se presupune că acesta nu ar fi avut, totuși, timpul, fizic, necesar pentru a urma toate cursurile acestor universități, făcând excepție doar facultatea de la Harkov. Din corespondența lui Alexandru cu erudiții ruși Ismail Ivanovici Sreznevsky, Piotr Ivanovici Bartenev și Mihail Petrovici Pogodin reies cu evidență, exagerările privind anii de studii și a facultăților urmate. Astfel, Alexandru Hâjdeu îi scria lui Bartenev în anul 1865: "După terminarea cursurilor de la München și Heidelberg, am trăit multă timp în străinătate". Similar îl asigura pe Sreznevski că: „a audiat circa trei ani prelegerile universităților din München și Heidelberg” și s-a întors acasă. În corespondența cu Pogodin spune că a urmat cursurile „după vechiul obicei rus, într-o universitate rusă”, și în plus și-a „completat studiile la München și Heidelberg".
Dintre toate centrele universitare prin care a umblat, Alexandru a găsit la Universitatea din Harkov condițiile propice pentru asimilarea noilor ideii care au circulat prin Rusia la sfârșitul secolului al XVIII-lea și începutul celui de al XIX-lea. Universitatea din Harkov a devenit un important centru cultural care atrăgea tinerii studioși cu predilecție din sudul Rusiei. În această efervenscență a ideilor, clasicismul cu vechile lui tipare este influențat de mișcarea idelogică a lui Johann Gottfried von Herder, clasicismul reorientându-se către valorificarea creației populare și idealizarea trecutului. Cea mai parte a lucrărilor lui Alexandru Hâjdeu sunt tributare acestei mișcări.
Din anul 1829, Alexandru urmează cursurile  facultății din Harkov unde studiază științele naturale, istoria, dreptul, filozofia, etnografia și limbile clasice. Există un raport dat de către guvernatorul Basarabiei în care se specifică cum că Alexandru „a învățat la Harkov și, fiind din naștere capabil, a învățat foarte bine”.
Alexandru Hâjdeu frecventează cercul de studii condus de către Sreznevski, înființat începând din anul 1817, cerc unde se prezentau referate și prelegeri pe teme filozofice, științifice și literare. Din anul 1831, redactează studiul "Spiritul legislației lui Alexandru I" (în rusă Дух законодательства императора Александра I). Această lucrare, nepublicată, a fost distinsă cu premiul acordat de către Facultatea de Drept a Universității. Pentru a fi publicată, cenzura a cerut autorului să modifice trei capitole. Textul a rămas în stadiul de manuscris până astăzi din cauza refuzului de a se conforma a lui Alexandru Hâjdeu.
Interesându-l botanica, Alexandru a urmat cursurile Facultății de Științe Naturale și elaborează studiul "Despre nutriția plantelor", care, la fel ca primul studiu, este distins cu Premiul Academiei Imperiale de Științe Ruse. El a mai scris studiile pentru Facultatea de Litere intitulate "Războiul de 30 de ani" și "Limba moldovenească".
Datele privind activitatea tânărului Hâjdeu în perioada de după absolvirea Facultății de la Harkov sunt controversate, astfel: Eufrosina Dvoicenco considera că Alexandru a plecat la München și Heidelberg, L. Marian crede că plecând de la Harkov, Alexandru a fost un timp profesor la Kamenița. Alte surse menționează prezența sa la Hotin unde a lucrat la traducerea "Istoriei legiuirilor slave", ale lui Maciejowski.
Prin publicarea studiului "Gregor Varsava Skovoroda‘s Lebenswandel und Wirkungskreis oder eine Geschichte der slawischen Volksweisbeit in Briefen an Job. Görres, Professor an der Universität zu München", unii cercetători au considerat că Alexandru și-ar fi dat doctoratul la München.

## Școala basarabeană
Hâjdău a adus o contribuție importantă la unificarea principatelor române, în special prin discursurile din 1837 și 1840. Discursul din 1837, publicat în 1838 la Brașov și în 1839 la București, a fost piatră de temelie a unificării principatelor la 24 ianuarie 1859. Prin scrisoarea Epistolă către români (publicată la 2 ianuarie 1859), Hâjdău definește elementul cheie al "mesianismului românesc", denumit și "școala basarabeană", prin care dovedește participarea inteligentă (și de multe ori hotărâtoare, ca în 1918) a basarabenilor la actul de întregire a neamului românesc.